# Harold Martín López
Harold Martín López Granizo (Ibarra, 3 december 2000) is een Ecuadoraans wielrenner die in 2024 prof werd bij Astana Qazaqstan Team.

## Carrière
In 2019 won López een etappe in de Ronde van Costa Rica. In het eindklassement werd hij twaalfde, op bijna een kwartier van winnaar Daniel Bonilla. Een jaar later won hij twee etappes in de Ronde van Guatemala en werd hij achtste in dat eindklassement. In de Ronde van Ecuador eindigde hij op de derde plek. In 2021 won hij het nationale kampioenschap tijdrijden voor beloften.
In 2022 werd López opgenomen in de opleidingsploeg van Astana. Hij nam dat jaar deel aan onder meer de Ronde van Oman en de Ronde van de Toekomst.
Na twee seizoenen deel te hebben uitgemaakt van de opleidingsploeg, werd López in 2024 prof bij de hoofdmacht van Astana. Zijn eerste wedstrijdkilometers maakte hij in de Ronde van Colombia, waar hij in twee van de zes etappes in de top tien eindigde en achttiende werd in het eindklassement.

## Overwinningen
2019
7e etappe Ronde van Costa Rica
2020
6e en 8e etappe Ronde van Guatemala
2021
 Ecuadoraans kampioen tijdrijden, Beloften
2025
Eindklassement Ronde van Griekenland
6e etappe Ronde van Turkije
3e etappe Ronde van Hongarije
Eindklassement Ronde van Hongarije

### Resultaten in voornaamste wedstrijden
| Jaar | Ronde van Italië | Ronde van Frankrijk | Ronde van Spanje |
| ---- | ---------------- | ------------------- | ---------------- |
| 2024 |                  |                     | opgave           |
| 2025 |                  |                     |                  |

| Jaar | Ronde van Lombardije | Strade Bianche | Clásica San Sebastián |
| ---- | -------------------- | -------------- | --------------------- |
| 2024 | opgave               | buit.tijd      |                       |
| 2025 |                      |                | opgave                |

### Resultaten in kleinere rondes
| Jaar | Tour Down Under | UAE Tour | Ronde van Catalonië | Ronde van het Baskenland | Ronde van Zwitserland |
| ---- | --------------- | -------- | ------------------- | ------------------------ | --------------------- |
| 2024 |                 | 14e      | 105e                | 74e                      | 18e                   |
| 2025 | opgave          |          |                     |                          |                       |

## Ploegen
- 2019 –  Movistar Team Ecuador
- 2020 –  Best PC Ecuador
- 2021 –  Best PC Ecuador
- 2022 –  Astana Qazaqstan Development Team
- 2023 –  Astana Qazaqstan Development Team
- 2024 –  Astana Qazaqstan Team
- 2025 –  XDS Astana Team

Ballerini · Battistella · Bettiol (vanf 15/8) · Bol · Brusenskii · Cavendish · Charmig · Fjodorov · Fortunato · Garofoli · Gazzoli · Giditş · Groezdev · Kanter · Koezmin · López · Loetsenko · Maroechin · Mulubrhan · Mørkøv · Pronskii · Scaroni · Schelling · Selig · Syritsa · Tejada · Tsjzjan · Umba · Velasco · Vinokoerov · Goyo (stagiair) · Smirnov (stagiair) · Trezise (stagiair)